# Ржавец (приток Аркарки)
Ржавец (Ржац) — ручей в Тарском районе Омской области России. Правый приток реки Аркарки (бассейн Иртыша). Протекает по территории Тарского городского и Заливинского сельского поселений.
Длина ручья — 8 км, средняя глубина 1,5 м.
Протекает на востоке от города Тара за рекой Аркаркой. Берёт начало в лесной болотистой местности на высоте около 65 метров над уровнем моря. Ржавец на большей части не имеет вдоль своих берегов крупной растительности, на берегах его камыш, трава и низкие кустарники. Впадает в Аркарку справа на высоте 58 м над уровнем моря.